# Hodango Touppéo
Pour les articles homonymes, voir Hodango.
Hodango Touppéo (ou Touppéo Hodango) est une localité du Cameroun située dans l'arrondissement de Petté, le département du Diamaré et la région de l’Extrême-Nord. Elle fait partie du canton de Fadaré.

## Population
En 1975, la localité comptait 66 habitants, dont 56 Peuls et 10 Massa.
Lors du recensement de 2005, on y a dénombré 259 personnes.